# Impelkasteel

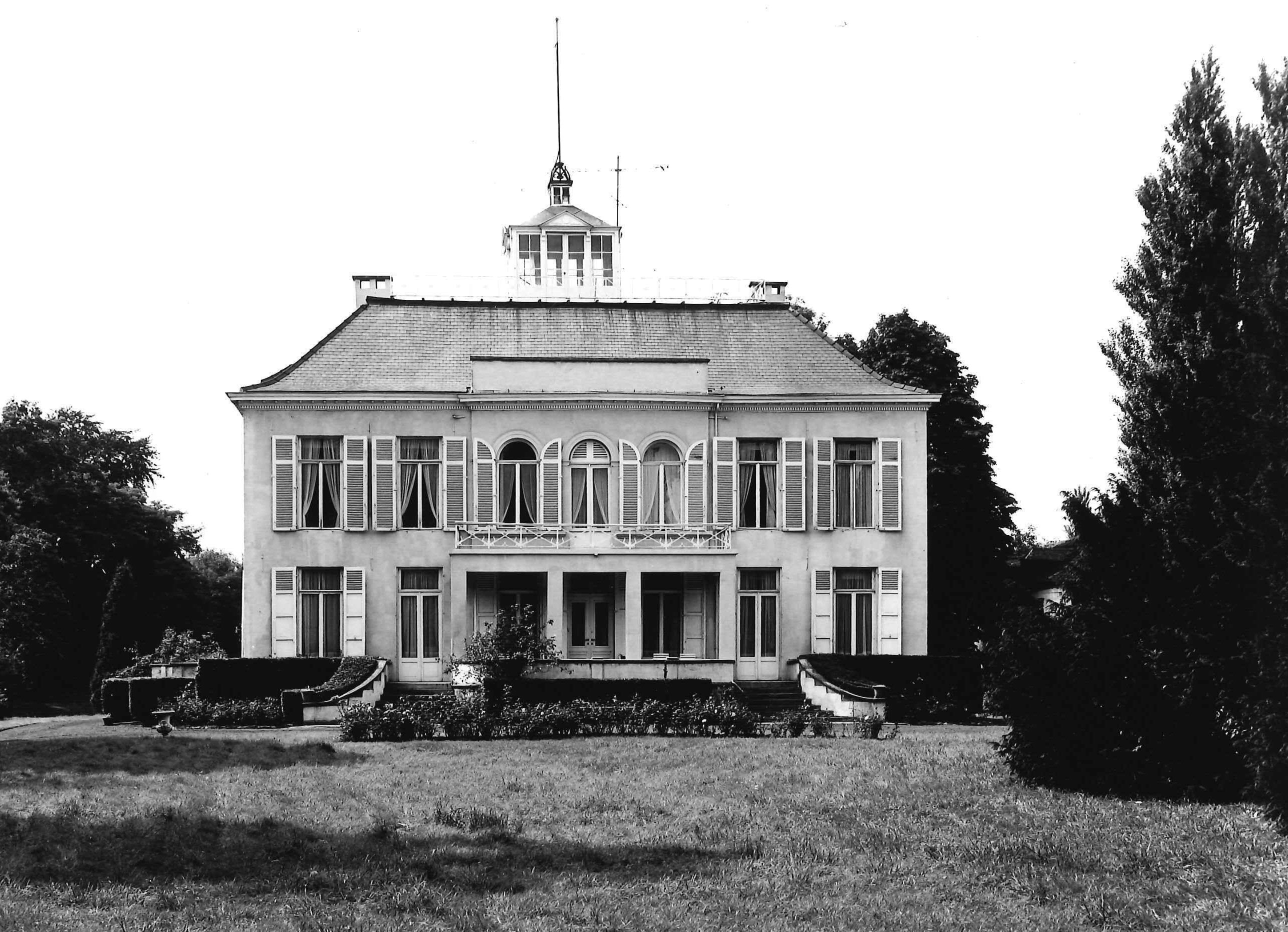
Impelkasteel

Het Impelkasteel is een kasteel in de tot de Vlaams-Brabantse gemeente Zemst behorende plaats Eppegem, gelegen aan de Motstraat 2, 2A.

## Geschiedenis
Het domein ontstond in de 11e of 12e eeuw. In 1154 werd het bewoond door de familie van Eppegem. Het was een omgrachte hoeve.
In 1783 werd het middeleeuwse gebouw, in opdracht van baron Lambert-Joseph van Reynegom, vervangen door een classicistisch kasteel. In de kelder van het gebouw bevindt zich nog een gotische schouw en ook elders in het kasteel zijn overblijfselen van het middeleeuws gebouw aanwezig.
De tuin omvat een 300 meter lang kanaal dat vanaf de gracht naar een eilandje loopt. Van 1812-1820 werd een landschapstuin van 5,5 ha aangelegd, waarschijnlijk in opdracht van Alexander Charlé de Waspick.
Van 1895-1936 behoorde het goed aan Louis Destrée. In 1957 werd het domein aangekocht door architect Marcel Schmitz. Zo kwam het domein aan de familie Schmitz.